# Oromerycidae
Gli oromericidi (Oromerycidae) sono un gruppo di mammiferi artiodattili estinti, appartenenti ai tilopodi. Vissero nell'Eocene medio - superiore (circa 45 - 35 milioni di anni fa) e i loro resti fossili sono stati ritrovati in Nordamerica. Sono considerati vicini all'origine dei camelidi. 

## Descrizione
Questi animali erano grandi quanto cervi di piccola o media taglia. L'aspetto doveva essere quello di piccole gazzelle robuste, o forse di piccoli lama. Come nei camelidi, anche negli oromericidi era presente una bulla uditiva rigonfia e piena di osso cancelloso. Il muso era stretto, e vi era una dentatura completa priva di diastema. Rispetto ad altri tilopodi, gli oromericidi possedevano molari e premolari a corona più bassa e meno selenodonti, ed erano sprovvisti di corna. In alcuni generi (ad esempio Eotylopus) radio e ulna erano fusi, mentre in generi più arcaici come Protylopus erano ancora separati. I metapodi erano molto simili a quelli dell'enigmatica famiglia dei protoceratidi. Le zampe non erano molto specializzate, e generalmente richiamavano quelle dei camelidi e dei protoceratidi. Gli oromericidi si differenziavano dagli altri tilopodi anche per la mancanza della posizione derivata del canale vertebrarteriale (che solitamente passa attraverso l'arco vertebrale); negli oromericidi questo canale passava attraverso i processi trasversi, come in molti altri mammiferi placentali. 

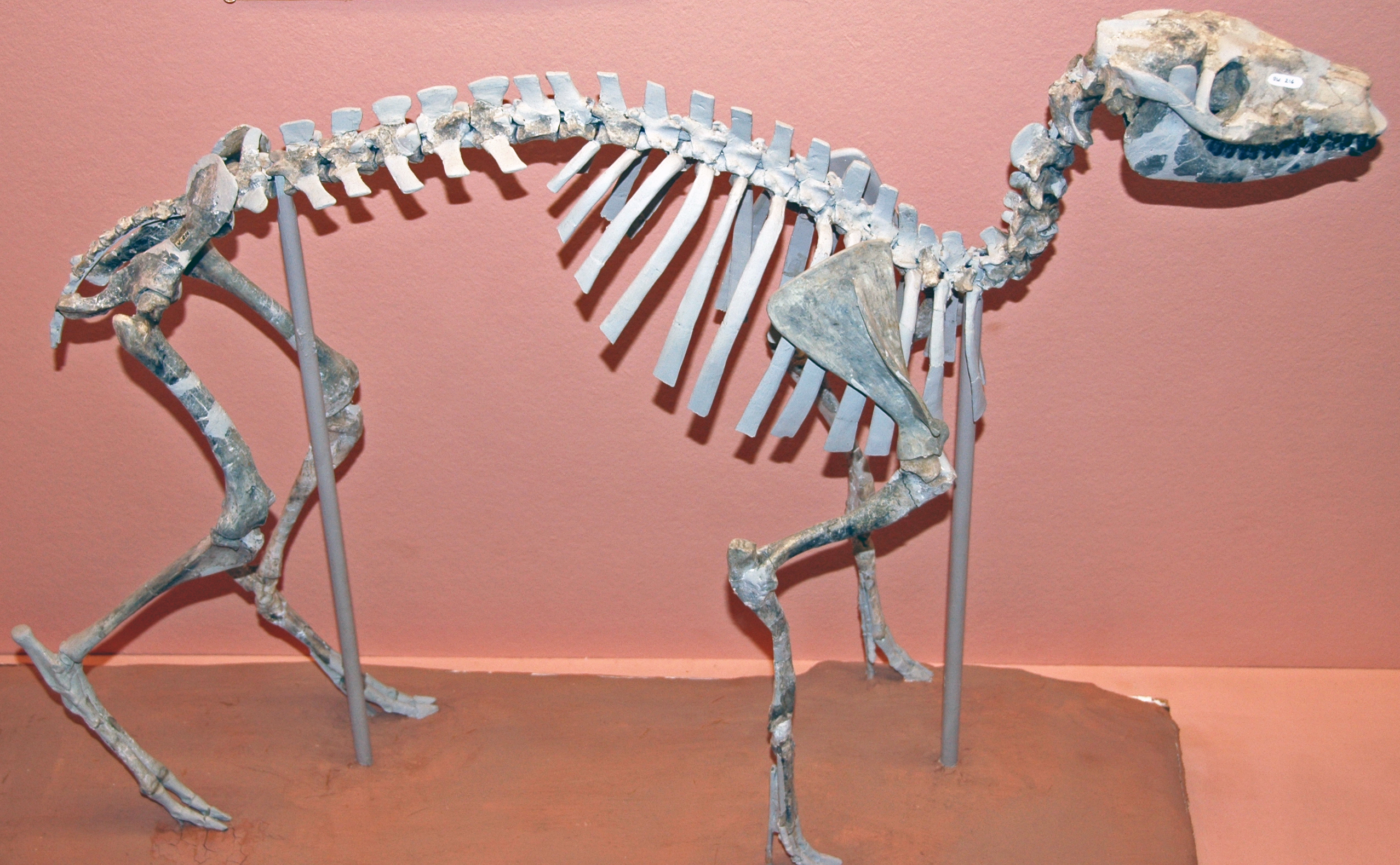
Scheletro di Eotylopus reedi

## Classificazione
La famiglia Oromerycidae venne istituita da Gazin nel 1955. Diffusi nell'Eocene medio e nell'Eocene superiore, gli oromericidi sono una famiglia di tilopodi arcaici tipicamente nordamericani. Comprendono alcuni generi (Eotylopus, Malaquiferus, Merycobunodon, Montanatylopus, Oromeryx, Protylopus), alcuni dei quali in passato sono stati considerati camelidi primitivi (ad esempio Protylopus).